# バーデン・クック
バーデン・クック（Baden Cooke、1978年10月12日 - ）は、オーストラリア、ビクトリア州・ベナラ出身の自転車競技（ロードレース）選手。

## 経歴
2000年にマーキュリーと契約を結んでプロ転向。ジュニア時代は主にトラックレースを主体に活動していた。
2001年
- ヴァリー・オブ・ザ・サン・ステージ・レース 総合優勝
- ウェンディズ・インターナショナル・サイクリング・クラシック 総合優勝。

2002年、フランセーズ・デ・ジューに移籍。
- ツール・ド・フランスに初出場（総合127位）。
- パリ〜コレーズ 総合優勝
- ヘラルド・サン・ツアー 総合優勝

2003年
- ツール・ド・フランス。最終ステージとなるシャンゼリゼのゴールにおいて、前ステージまで2ポイント差をつけられていたロビー・マキュアンに対し、ボーナスポイントを得たことも手伝い、逆に2ポイント差、マキュアンを制してマイヨ・ヴェールを奪取し、同レースのポイント賞を獲得した。
- グランプリ・ド・フルミー 優勝

2004年
- ヘラルド・サン・ツアー 区間3勝（第2、第3、第5）。

2005年
- ツール・ド・ポローニュ 区間1勝（第1）。
- ヘラルド・サン・ツアー 区間2勝（第4、第5）。

2006年、オンラインカジノがメインスポンサーである、ユニベット・ドット・コムに移籍。
- グランプリ・ドゥヴェルテュール・ラ・マルセイエーズ 優勝。
- ハル〜インホーイヘム 優勝。

2007年初旬に、UCIプロチームでありながらも、オンラインカジノという業種が嫌われ、グランツールを中心としたUCIプロツアー対象であるいくつかのレースに出場できないという悲哀を味わい、同年限りでユニベットが解散。
2008年、バルロワールドに移籍。
- ヘラルド・サン・ツアー 区間1勝（第3）。

2009年、ヴァカンソレイユに移籍。
2010年、チーム・サクソバンクに移籍。
2011年
- ヘント〜ウェヴェルヘム 10位

2012年、グリーンエッジに移籍。